# Avocourt
Avocourt je francouzská obec v departementu Meuse v regionu Grand Est. Žije zde 121 obyvatel.

## Poloha obce

### Sousední obce
| Růžice kompasu | Véry     | Montfaucon-d'Argonne | Malancourt       | Růžice kompasu |
| Růžice kompasu | Cheppy   | Sever                | Esnes-en-Argonne | Růžice kompasu |
| Růžice kompasu | Cheppy   | Avocourt             | Esnes-en-Argonne | Růžice kompasu |
| Růžice kompasu | Cheppy   | Jih                  | Esnes-en-Argonne | Růžice kompasu |
| Růžice kompasu | Vauquois | Aubréville           | Montzéville      | Růžice kompasu |